# Hello Neighbor
Hello Neighbor es un videojuego de terror independiente del género de sigilo desarrollado por Dynamic Pixels y publicado por tinyBuild. El objetivo del juego es que el jugador se infiltre con éxito en el sótano de la casa de su vecino para descubrir un intrigante secreto. La inteligencia artificial del juego modifica el comportamiento del vecino en función de las acciones pasadas del jugador, como establecer trampas a lo largo de los caminos que el jugador siguió en un intento anterior. Una secuela, Hello Neighbor 2, fue lanzada a fines de 2022.

## Historia
El juego fue lanzado como una versión alfa en el sitio web de Dynamic Pixels en 2015, antes de ser aprobado para su venta como un juego de acceso temprano por el programa Steam Greenlight mientras que una campaña de Kickstarter fue lanzada para financiar un mayor desarrollo, luego de lo cual el estudio firmó un acuerdo con tinyBuild para publicar el juego. Finalmente, el juego completo fue lanzado el 8 de diciembre de 2017 para Microsoft Windows y Xbox One.

## Jugabilidad
En Hello Neighbor, el jugador se encuentra mudándose a una nueva casa al otro lado de la calle de un misterioso vecino, que se comporta de manera paranoica y parece estar guardando un secreto en su sótano. La tarea del jugador es entrar en la casa del vecino y resolver una serie de acertijos para reunir los elementos necesarios para desbloquear y acceder a su sótano. A medida que el jugador explora la casa del vecino, no debe ser visto por el misterioso vecino o será perseguido y, si el jugador no es lo suficientemente rápido como para esconderse o escapar, será capturado. Si el jugador es atrapado, será enviado de regreso a su propia casa y tendrá que entrar a la casa de su vecino nuevamente.
El jugador tiene cuatro espacios de inventario ya que elementos del mismo tipo no se pueden ocupar juntos en el mismo espacio de inventario.

## Argumento

### Acto 1
El juego empieza con Nicky Roth, un chico de 13 años que cuando pateo su pelota fue a caer conveniente al lado de la de su vecino el Sr Peterson llegando en el momento justo para oír los gritos provenientes del sótano causados por el hijo del vecino, el vecino encierra a Aaron pero se da cuenta de que Nicky lo está viendo a través de la ventana por lo que decide perseguirlo y posteriormente atraparlo dejándolo en la entrada de la casa de Nicky, El decido a volverse a ver con Aaron se cuela en la casa de su vecino para resolver un montón de puzles, posteriormente Nicky encuentra la llave roja para entrar a sótano, pero al entrar el Sr. Peterson cierra la puerta dejándolo atrapado allí, por lo que Nicky busca otra salida mientras busca a Aaron, Nicky logra encontrar una "salida" pero el Sr. Peterson lo persigue asta atraparlo y no para dejarlo en la superficie sino para encerrarlo para siempre en el sótano

### Acto 2
El niño despierta y se encuentra encerrado en la mazmorra del sótano de su vecino (desde la perspectiva infantil). El niño logra escapar de su celda y sube las escaleras, solo para descubrir que el vecino ha erigido una masiva valla alrededor de su casa para evitar el escape. El niño se ve obligado a resolver una serie de acertijos para encontrar una forma de escapar de la casa del vecino. Una vez que cruza la valla, el niño huye de regreso a su casa, aunque no es perseguido por el vecino.
Si el niño es atrapado por el vecino antes de que pueda terminar sus objetivos, tendrá pesadillas vívidas sobre el pasado del vecino. Posiblemente explicaciones del vecino al niño durante el encierro, que el niño interpreta como sueños. En estas pesadillas, se revela que el vecino solía tener una familia feliz compuesta por una esposa y dos hijos. Donde sus hijos se querían y siempre jugaban juntos. Sin embargo, la esposa aparentemente murió en un accidente automovilístico y el vecino se sumió en una depresión descuidando a sus hijos. Mientras que el hijo se encrudeció y maltrataba a su hermana, a la cual empujó del tejado en un intento de desquite, tras hacerla perseguirlo por su muñeca. El vecino enterró a su hija en el jardín, y encerró a su hijo en el sótano para evitar que se lastime, y por miedo a perderlo.

### Acto 3
Varios años después, el niño, ahora un adulto, despierta en su departamento. Sin embargo, es desalojado, por lo que decide regresar a su antiguo hogar. Él encuentra su antigua casa en mal estado, mientras que la casa del vecino no es más que un montón de ruinas. Mientras inspecciona las ruinas, el hombre es acechado por una oscura criatura similar a una sombra y regresa a su casa, donde cae dormido. Sin embargo, el hombre despierta rápidamente por el grito de un niño, y descubre que la casa del vecino está de vuelta, pero ahora es más grande, más compleja y más surrealista que antes.  El hombre explora la casa y tiene experiencias surrealistas, como luchar contra una versión gigantesca del vecino y proteger a su yo más joven de una sombra gigante. Finalmente, el hombre encuentra la salida y despierta en la realidad, descubriendo que la casa del vecino sigue siendo una ruina. Pero el vecino se queda atrapado en el sótano.
A lo largo de los acontecimientos del juego, hay que entender que jugamos desde la perspectiva de un niño, donde todo es más grande, sobre todo si es impulsado por el miedo. Finalmente el retorno a la casa de su infancia ya de adulto, el volver a entrar en la casa del vecino y en el sótano, el anteponerse entre la sombra y su yo de la infancia (creciendo), no es otra cosa que enfrentarse a sus miedos. Así como a los traumas consecuencia de su encierro, como el sentirse cómodo solo encerrándose en las taquillas del aula escapando de las miradas de sus compañeros de clase, siendo pequeño saltando en una alacena,o de las miradas en el supermercado, y su escape de la casa significa que finalmente se reconcilia con su secuestro como un niño a manos del vecino. Vecino que se queda encerrado en un cuarto con la sombra, su miedo a quedarse solo, tratando de entrar, dando a entender que nunca lo superó.

## Desarrollo
La primera versión preliminar del juego fue lanzada en septiembre de 2016. La segunda versión alfa de Hello Neighbor fue lanzada poco después.
El juego pasó a una fase beta en agosto de 2017. Para Halloween de 2017, se lanzó un modo promocional que incluye varios elementos de Bendy and the Ink Machine. El modo incluye un fondo negro y amarillo, tinta, música del juego y múltiples apariciones de Bendy. Originalmente, cuando el juego fue terminado completamente, se planeó su lanzamiento para el 29 de agosto de 2017, pero fue retrasado hasta el 8 de diciembre de 2017.

## Recepción
En su mayoría, Hello Neighbor recibió críticas mixtas, siendo criticado por su jugabilidad, esquemas de control y rendimiento técnico. Sin embargo, también fue elogiado por los aspectos de su historia y el estilo artístico. 
Metacritic le da a la versión para PC una puntuación de 38 sobre 100 basado en 19 reseñas. Sin embargo, la versión para Xbox One recibió una puntuación de 42 sobre 100 basado en 13 reseñas, ambos indicando "críticas generalmente desfavorables". En GameRankings, el juego tiene una puntuación de 35% basada en 8 reseñas, aunque la versión en Play Station recibió una puntuación de 39 reseñas.